# نسرین خسروانی
نسرین خسروانی (زاده۱۳۴۰ در ساری)، بازیگر و دوبلور ایرانی است.

## زندگی هنری
نسرین خسروان اصفهانی (نسرین خسروانی) فعالیت‌های هنری‌اش را از سال ۱۳۷۲ در گروه تئاتر «برگ سبز» اصفهان همراه با قدرت‌الله ایزدی آغاز کرد. پس از آن در برخی آیتم‌های کوتاه طنز ظاهر شد و در ادامه در سال ۱۳۷۵ با فیلم سینمایی «روی خط مرگ» به کارگردانی شفیع آقامحمدیان به سینما راه یافت. سریال تلویزیونی «عیاران» به کارگردانی کاظم بلوچی نیز اولین حضور جدی او در آثار تلویزیونی محسوب می‌شود.

## فیلم‌شناسی

### تلویزیونی
| سال  | نام فیلم           | کارگردان                     |
| ---- | ------------------ | ---------------------------- |
| ۱۳۹۲ | باغ سرهنگ          | فلورا سام                    |
| ۱۳۹۱ | راز پنهان          | فلورا سام                    |
| ۱۳۹۱ | روح الله           | راما قویدل                   |
| ۱۳۹۰ | ناز و‌ نیاز         | فلورا سام                    |
| ۱۳۹۰ | توطئه فامیلی       | رامبد جوان                   |
| ۱۳۹۰ | آيینه عشق          | محمدتقی رنجبر                |
| ۱۳۸۹ | پرانتز باز         | کیومر‍‍‍‍ث پوراحمد               |
| ۱۳۸۹ | تا رهایی           | حسین تبریزی                  |
| ۱۳۸۸ | دلنوازان           | حسین سهیلی‌زاده               |
| ۱۳۸۷ | روز حسرت           | سیروس مقدم                   |
| ۱۳۸۶ | اغما               | سیروس مقدم                   |
| ۱۳۸۶ | روزگار قریب        | کیانوش عیاری                 |
| ۱۳۸۴ | باران بهاری        | مسعود رشیدی                  |
| ۱۳۸۲ | وارث               | کاظم بلوچی                   |
| ۱۳۸۲ | باغچه مینو         | رضا صفدری                    |
| ۱۳۸۲ | معما               | حسین قاسمی جامی              |
| ۱۳۸۱ | پاورچین            | مهران مدیری                  |
| ۱۳۸۱ | همسفران            | علی ژکان                     |
| ۱۳۸۱ | آینه عشق           | محمد تقی رنجبر               |
| ۱۳۸۱ | سفر سبز            | محمدحسین لطیفی               |
| ۱۳۸۱ | مهر خاموش          | سیروس مقدم                   |
| ۱۳۸۱ | دریایی‌ها           | سیروس مقدم                   |
| ۱۳۸۰ | راز شیوا           | پرویز حسن‌پور                 |
| ۱۳۸۰ | تب                 | عباس مرادیان، مصطفی پورحامدی |
| ۱۳۸۰ | عشق سال‌های جنگ     | علی بهادر                    |
| ۱۳۷۹ | وکیل               | سیروس مقدم                   |
| ۱۳۷۹ | این یک دادگاه نیست | اصغر توسلی                   |
| ۱۳۷۹ | وکیل محله          | اسماعیل میهن‌دوست             |
| ۱۳۷۹ | ولایت عشق          | مهدی فخیم‌زاده                |
| ۱۳۷۸ | داستان یک شهر      | اصغر فرهادی                  |
| ۱۳۷۸ | آژانس دوستی        | احمد رمضان زاده              |
| ۱۳۷۴ | عیاران             | کاظم بلوچی                   |

### سینمایی
| سال  | نام فیلم           | کارگردان         | نقش |
| ---- | ------------------ | ---------------- | --- |
| ۱۳۹۳ | بامن ازعشق بگو     | فرید کلهر        |     |
| ۱۳۸۷ | سایه وحشت          | عماد اسدی        |     |
| ۱۳۸۶ | گوشواره (فیلم)     | وحید موسائیان    |     |
| ۱۳۸۴ | سیف الله           | فریبرز کامکاری   |     |
| ۱۳۸۳ | پیشنهاد ۵۰ میلیونی | مهدی صباغ‌زاده    |     |
| ۱۳۸۴ | مسیح (فیلم)        | نادر طالب‌زاده    |     |
| ۱۳۸۱ | غوغا (فیلم)        | سعید سهیلی       |     |
| ۱۳۸۱ | خلوت گزیده         | آرش معیریان      |     |
| ۱۳۸۰ | تیک (فیلم)         | اسماعیل فلاح پور |     |
| ۱۳۷۷ | طوطیا              | ایرج قادری       |     |
| ۱۳۷۵ | روی خط مرگ         | شفیع آقا محمدیان |     |

فیلم تلویزیونی
- «حرفه‌ای» به کارگردانی فلورا سام ۱۳۹۰[۹]
- «هوای حوصله ابری‌ست» به کارگردانی فربد شکرایی ۱۳۸۹[۱۰]
- «لحظه دیدار» به کارگردانی اسماعیل فلاح‌پور ۱۳۸۸[۱۱]
- «با من حرف بزن» به کارگردانی کاظم معصومی ۱۳۸۷[۱۲]
- «رقص دنیا» به کارگردانی عبدالرضا فیروزان ۱۳۸۴[۱۳]
- (نفرسوم)به کارگردانی محمد حسین حقیقی ۱۳۹۰
- (شبهای خرمشهر)به کارگردانی حسین تبریزی ۱۳۹۰
- (که به تردید میگذرد)به کارگردانی فرید شکرایی ۱۳۹۰
- (صبح تنهایی)به کارگردانی حسین تبریزی ۱۳۸۹
- (جویندگان صندوقچه گمشده)به کارگردانی حسین تبریزی ۱۳۸۸
- (گوشواره)به کارگردانی وحید موساییان ۱۳۸۵
- (راوی کوچک)به کارگردانی حسین سهیلی زاده ۱۳۸۱
- (کودک شاعر)به کارگردانی امیر قاسم راضی ۱۳۸۱